# Moriz Schadek

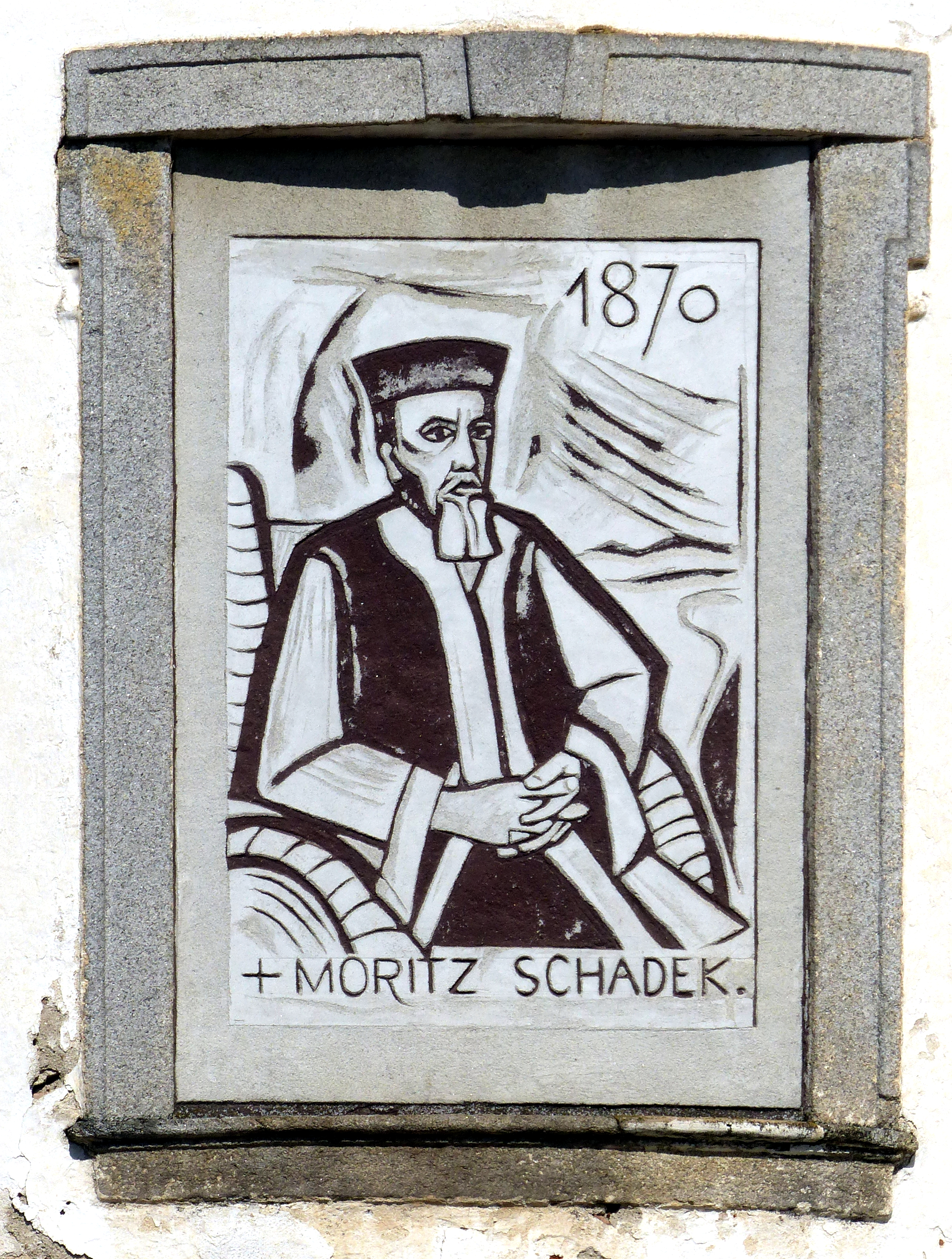
Sgraffito in Schloss Dobersberg

Moriz Schadek, auch Moritz Schadek, (* 28. August 1840 in Horn; † 31. Mai 1928 in Wien) war ein niederösterreichischer Heimatdichter.

## Leben
Schadek absolvierte von 1859 bis 1863 das Studium der Rechte an der Universität Wien und war von 1862 bis 1870 als Gerichtspraktikant im Waldviertel tätig. Ab 1874 hatte er eine Stellung im Handelsgericht Wien, zuletzt als Oberlandesgerichtsrat.
Schadek war frühzeitig Mitarbeiter bei den Zeitschriften Fliegende Blätter in München und Der Zeitgeist in Wien. Er verfasste zahlreiche Gelegenheitsgedichte, Theaterstücke und Operettentextbücher. Als sein Hauptwerk gelten die in den Jahren von 1886 bis 1911 in 15 Bänden erschienenen Gedichte in Waldviertler Mundart.
Moriz Schadek hat seine Umwelt mit dem Herzen gesehen. Seine Dichtungen, die eine sanfte Melodie durchzieht, sind klangschön und ohne scharfe Misstöne. Er gilt als einer der großen Dichter des Waldviertels.

## Werke

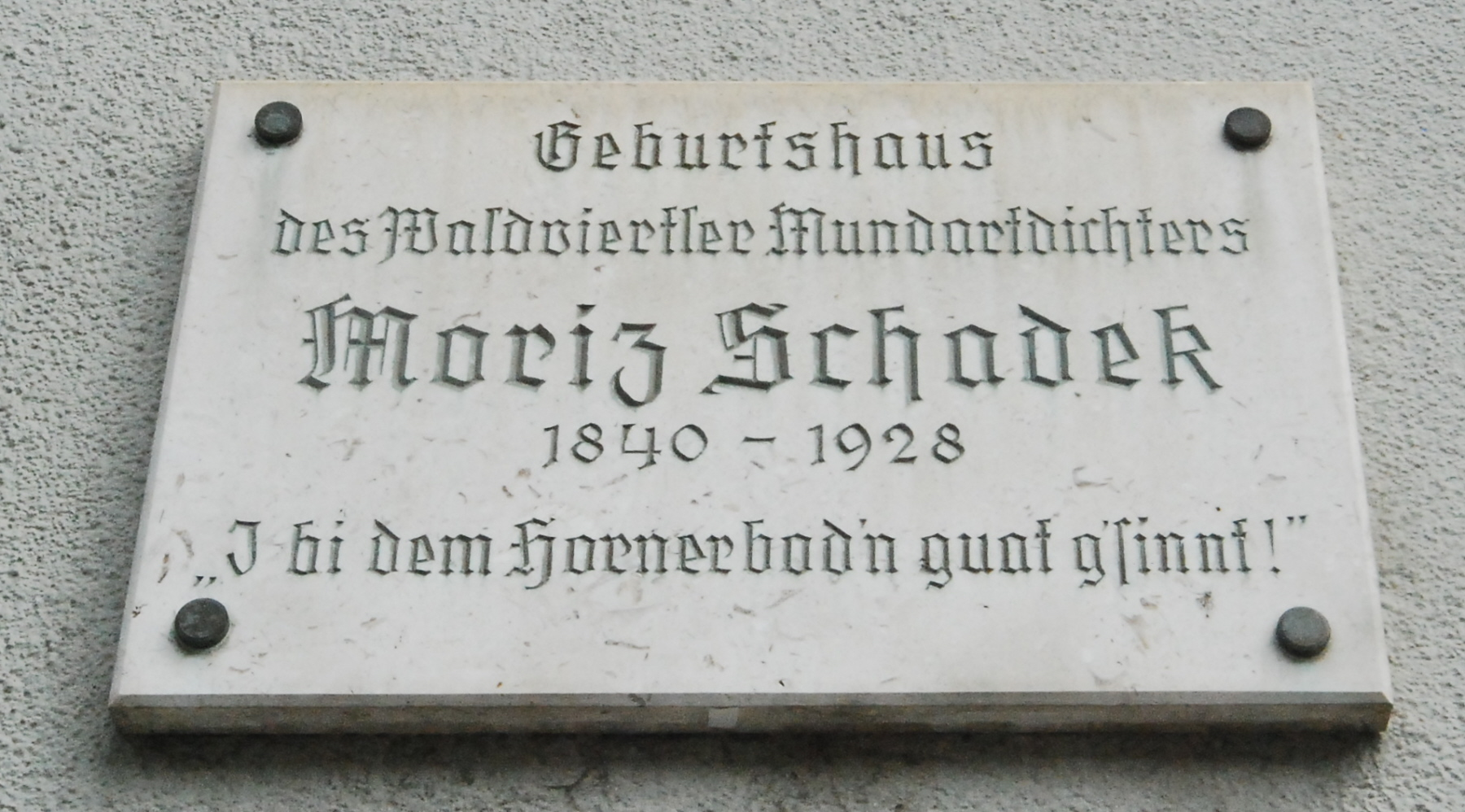
Gedenktafel am Geburtshaus in Horn

- Gedichte in niederösterreichischer Mundart, Gesamtausgabe in fünf Bänden, Wien o.J (1911).
- Ausgewählte Gedichte in niederösterreichischer Mundart. Zum 50. Todestag des Dichters, Waidhofen/Thaya 1978.

## Auszeichnungen
- Moritz-Schadek-Gasse in Waidhofen an der Thaya